# Ulli Wegner

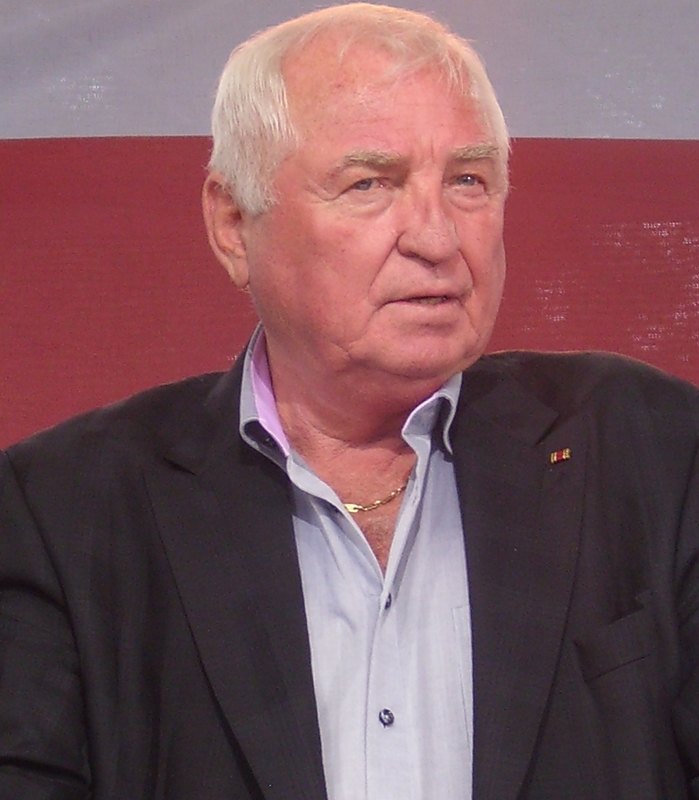
Ulli Wegner, 2013

Hans-Ullrich „Ulli“ Wegner (* 26. April 1942 in Stettin) ist ein deutscher Boxtrainer und ehemaliger Amateurboxer.

## Leben
Wegner flüchtete 1945 mit seiner Familie aus Stettin und wuchs in der Deutschen Demokratischen Republik auf. Für seine Eltern sei es in der Nachkriegszeit schwer gewesen, über die Runden zu kommen. Als Kind habe er unter anderem Kühe gehütet und war Mittelfeldspieler im Fußball. Er ging nach Rostock zur Marine und wollte darüber hinaus die Fußballmannschaft des örtlichen Armeesportklubs (ASK) verstärken. Das Boxen habe ihn bereits damals fasziniert, noch während des Aufnahmeverfahrens für die Fußballmannschaft wurde er von einem Rostocker Boxtrainer angesprochen und für die ASK-Boxstaffel gewonnen, ohne vorher jemals einen richtigen Boxkampf bestritten zu haben.
In insgesamt 176 Amateurkämpfen boxte er von 1961 bis 1963 für den ASK Vorwärts Rostock, von 1963 bis 1964 für den SC Turbine Erfurt und von 1964 bis zum Ende seiner aktiven Karriere für die BSG Wismut Gera. Als Aktiver wurde Wegner mehrmals Bezirksmeister und feierte seinen größten Erfolg 1970, als er mit Wismut Gera DDR-Mannschaftsmeister wurde. Seine Ziele, die er als Boxer hatte, habe er nicht erreicht, sagte Wegner später. Er machte im vorpommerschen Penkun eine Lehre als Traktorenschlosser und schloss als Meister ab, holte die zehnte Schulklasse nach und durchlief ab dem 33. Lebensjahr an der Sportschule Bad Blankenburg ein Studium zum Sportlehrer. Dort habe er sich ein großes theoretisches Wissen angeeignet, Wegner sagte über sich selbst als Trainer: „Ich war nicht nur ehrgeizig, ich war verfressen ehrgeizig“. So bildete er sich auch in Eigenregie mithilfe von Studienunterlagen weiter, die er von Freunden bekam, welche an der Deutschen Hochschule für Körperkultur studierten.

### Amateurtrainer
Direkt im Anschluss an seine Zeit als Boxer wurde er 1971 zunächst Assistenztrainer von Hans Spazierer bei der BSG, aus der zwei Jahre später die SG Wismut Gera hervorging.  Wegner wurde dann Cheftrainer. Er und andere Trainer in der DDR (Wegner: „Wir hatten vor uns in der DDR hervorragende Ausbilder, hervorragende Trainer“) hätten von Boxtrainern „der damaligen Sowjetunion unheimlich viel gelernt“, so Wegner. „Ich habe so ein bisschen die russische Schule“, sagte er über sich selbst und betonte, auch stets von Trainern anderer Sportarten „etwas mitgenommen“ zu haben. Zwischen 1974 und 1979 arbeitete Wegner dann als Sichtungstrainer des Bezirkes Gera. Von 1979 bis 1990 trainierte er beim TSC Berlin. Er betreute in der DDR Boxer wie Gerd Piesold (1973 Dritter der DDR-Meisterschaft im Bantamgewicht), Eike Walther (1984 DDR-Meister im Mittelgewicht) und Jörg Teiche (1985 Junioren-Weltmeister). Nach der Wende war Wegner zwei Monate lang arbeitslos, weil im Boxsport in Gera kein Geld mehr vorhanden war. 1991 übernahm er das Amt als Bundestrainer des DABV im Bundesstützpunkt des Berliner Box-Verbandes und führte noch im gleichen Jahr Marco Rudolph zum Gewinn des WM-Titels und Sven Ottke zu seiner ersten Europameisterschaft. 1992 wurde Torsten May unter seiner Leitung Olympiasieger. In seiner Karriere als Amateurtrainer erkämpften Wegners Schützlinge rund 150 Medaillen bei Olympischen Spielen, Welt- und Europameisterschaften sowie den Militär-Weltmeisterschaften, darunter 65 Titelgewinne. Zuletzt gewannen 1996 Oktay Urkal Silber und Thomas Ulrich eine Bronzemedaille in Atlanta. Zu seinen größten Niederlagen als Amateurtrainer zählte Wegner unter anderem das Abschneiden von Sven Ottke und Markus Beyer bei Olympia 1992. Er sei nach dem Ende der DDR „froh und glücklich“ gewesen, die Möglichkeit erhalten zu haben, als Bundestrainer zu arbeiten. Das habe er dem Verband mit Medaillen zurückzahlen wollen, auch wenn es dafür keinen Dank gegeben habe, so Wegner.

### Profitrainer
Nach der Amateurweltmeisterschaft 1995 meldete sich Klaus-Peter Kohl, Inhaber der Universum-Boxstalls, bei Wegner, der aber noch seine Sportler bei den Olympischen Spielen 1996 betreuen wollte. Er entschied sich gegen Kohls Angebot. Eigener Aussage nach hatte Wegner stets den Drang, zum Sauerland-Boxstall zu gehen, und nahm schließlich dessen Angebot an, ins Profilager zu wechseln. Der Wechsel erfolgte im Anschluss an die Olympischen Spiele von Atlanta. „Es ging mir nicht darum, Geld zu verdienen. Ich war abgesichert bei den Amateuren“ blickte er später auf seinen Gang ins Profiboxen zurück. Fortan trainierte Wegner im Boxstall Sauerlands bis zu zehn Boxer. Als Profitrainer machte er Sven Ottke und Markus Beyer, die er ins Profilager holte, sowie Arthur Abraham, Yoan Pablo Hernández, Cecilia Brækhus und Marco Huck zu Titelträgern eines Weltverbands. Torsten May, Oktay Urkal, Karo Murat, Marco Huck und Eduard Gutknecht wurden unter seiner Trainerschaft Europameister.
Ende September 2019 erhielt er vom Sauerland-Boxstall zum 31. Dezember desselben Jahres die schriftliche Kündigung. Wenige Wochen zuvor hatte Wegner Andeutungen hinsichtlich eines sich abzeichnenden Endes seiner Amtszeit bei Sauerland gemacht und seiner Hoffnung Ausdruck verliehen, dass der Boxstall und er ihre Zusammenarbeit eines Tages im Positiven beenden würden: „Ich möchte mit einem Lächeln 'rausgehen. (...) Ein Großteil, warum ich überhaupt noch arbeite, ist Herr Sauerland, weil sein Name mit dem Boxen, nicht nur in Deutschland, verankert ist - mit Weltklasse. Ich habe Angst, hier im Bösen auseinanderzugehen, weil sich das allmählich anbahnt“, so Wegner Anfang September 2019. Dass die schriftliche Kündigung nicht von Wilfried Sauerland oder einem seiner beiden in das Geschäft eingebundenen Söhne, sondern durch eine Mitarbeiterin ausgehändigt wurde, bezeichnete Wegner als „jämmerlich und geschmacklos“. Die Zeitung Bild zitierte Wilfried Sauerland mit der Aussage: „Die Kündigung wurde am 30. September schriftlich überreicht. Aber wir hatten mit Ulli Wegner die Sache schon lange vorher besprochen.“ Sauerland führte finanzielle Gründe für die Trennung an. Das Angebot, mit einem Zuschuss des Sauerland-Stalls die Boxer als freiberuflicher Trainer zu betreuen, lehnte Wegner ab.

## Außerhalb des Boxsports
In erster Ehe war Wegner bis 1984 18 Jahre lang mit Monika verheiratet. 1985 lernte er die Lehrerin Margret kennen, die im gleichen Jahr seine zweite Ehefrau wurde. Er hat drei Kinder. Seit 2004 lebt Wegner mit seiner Frau in Berlin-Tegel. Seit den Landtagswahlen im September 2006 ist Ulli Wegner auch politisch für seinen Wohnbezirk Reinickendorf tätig. Für die CDU ist er im Sport-Fachausschuss der Bezirksverordnetenversammlung tätig und engagierte sich im Landtagswahlkampf 2011 mit Plakatmotiven für die CDU. 2010 wurde Wegner für seine Verdienste um den gesamtdeutschen Sport und sein soziales Engagement das Bundesverdienstkreuz am Bande verliehen. 2011 wurde in der Stadt Usedom eine neue Sporthalle eingeweiht, die nach Wegner benannt wurde. Wegner ist seit dem 17. März 2014 Vereinsmitglied beim FC Erzgebirge Aue. Am 17. Juni 2016 wurde ihm die Ehrenbürgerwürde von Gera verliehen. Von Mai 2018 bis April 2019 wurde er im Stadtmuseum Gera mit der Sonderausstellung Ring frei! Ulli Wegner – Boxer, Trainer, Ehrenbürger gewürdigt. 2023 wurde Wegner in die Hall of Fame des deutschen Sports aufgenommen. Im Jahr 2024 hat er beim 16. Askania Award den Sonderpreis Sport erhalten. 

## Veröffentlichungen
- Ulli Wegner, Andreas Lorenz: Mein Leben in 13 Runden. Aktualisierte Neuausgabe, Verlag Neues Leben, Berlin 2017, ISBN 978-3-355-01855-5.